# 澄守彩
澄守 彩（すみもり さい）は、日本のライトノベル作家。

## 経歴
広島県出身、秋田県在住。2011年に『魔法使いなら味噌を喰え!』で第1回講談社ラノベ文庫新人賞大賞（第1席）を受賞してデビューした。同作は2012年にプロモーションアニメが製作された。
2022年9月7日、著書『実は俺、最強でした?』が2023年よりテレビアニメ化することが発表され、2023年7月から10月まで放送された。

## 作品リスト

### 単行本
- 『魔法使いなら味噌を喰え!』（全4巻、講談社ラノベ文庫、2011年12月 - 2012年11月）
- 『I.R:I.S Indirect Ruler:Infinite Seizor』（既刊4巻、講談社ラノベ文庫、2013年9月 - ）※4巻以降は電子書籍版のみ
- 『チートな魔王の道具屋は、今日もJKJCが働かない!?』（全2巻、講談社ラノベ文庫、2015年9月 - 12月）
- 『虚無の魔王、創世の英雄姫』（全1巻、講談社ラノベ文庫、2016年9月）
- 『俺の『鑑定』スキルがチートすぎて 〜伝説の勇者を読み“盗り”最強へ〜』（全3巻、Kラノベブックス、2017年6月 - 2018年2月）
- 『アラフォー営業マン、異世界に起つ!〜女神パワーで人生二度目の成り上がり〜』（全2巻、Kラノベブックス、2017年8月 - 12月）
- 『ドラゴンに三度轢かれた俺の転生職人ライフ〜慰謝料（）でチート&ハーレム〜』（既刊3巻、UGnovels、2018年1月 - ）
- 『最強勇者はお払い箱→魔王になったらずっと俺の無双ターン』（既刊3巻、Kラノベブックス、2018年6月 - ）
- 『実は俺、最強でした?』（既刊6巻、Kラノベブックス、2019年5月 - ）
- 『呪刻印の転生冒険者 〜最強賢者、自由に生きる〜』（既刊1巻、Kラノベブックス、2020年4月 - ）
- 『エルディアス・ロード 女神にもらった絶対死なない究極スキルで七つのダンジョンを攻略する』（既刊1巻、Kラノベブックス、2020年11月 - ）